# Padre Faria
Padre Faria é um antigo arraial de Ouro Preto, localizado ao leste da cidade, hoje, um bairro da cidade.

## História
Padre João de Faria Fialho, natural de São Paulo, fora capelão de Bandeiras e depois criou a sua própria, tendo então feito descobertas auríferas que o enriqueceram. A primitiva capela do Padre Faria teve a invocação de Bom Sucesso. Mudado seu arraial para o local que até hoje tem seu nome, aí construiu-se a nova capela, a que se deu o nome de Nossa Senhora do Rosário. A capela do Padre Faria, conhecida também como Capela de Nossa Senhora do Rosário dos Brancos do Padre Faria é um primor do barroco. Segundo Eponina Ruas, historiadora da arte, "a pobreza do exterior contrasta com a riqueza e a magnificência do interior, tal o esplendor da talha doirada dos altares". Segundo o historiador Diogo de Vasconcelos, "o altar-mor desta capela é a jóia mais rica desta cidade, chapa de ouro aberta por anjos em maravilhas de talha".